# (W)Inna?
(W)Inna? – czwarty polskojęzyczny album wokalistki Ewy Farnej, wydany 21 października 2013 nakładem wytwórni Magic Records. Pod względem muzycznym album łączy w sobie przede wszystkim muzykę pop, pop-rock. Charakteryzuje się również elementami innych gatunków muzycznych, takimi jak jazz, soul oraz dubstep.  
Płyta została nazywana przez wokalistkę jej najdojrzalszym albumem. Wokalistka zrezygnowała z publishingu, który był obecny na jej poprzednich albumach. Jest autorką pięciu tekstów, współautorką czterech oraz współautorką muzyki. Wydawnictwo dostało w większości pozytywne recenzje od krytyków muzycznych, którzy chwalili wokal piosenkarki. Album zadebiutował na 7. miejscu polskiej listy przebojów – OLiS.
W styczniu 2014 krążek uzyskał status złotej płyty.
Promocję (W)Inna? rozpoczęto w czerwcu 2013 roku, wraz z premierą pierwszego promującego singla, „Znak”. Kompozycja zajęła m.in. 3. miejsce w notowaniu AirPlay oraz 1. miejsce na liście AirPlay – TV. 18 października swoją premierę w radiu Eska miał drugi singel, „Ulubiona rzecz”. Kolejnym, trzecim singlem został utwór „Tajna misja”, który swoją premierę miał 7 czerwca 2014 roku podczas plebiscytu Superjedynki, na której płyta została nagrodzona tytułem SuperAlbum. Dodatkowo piosenka zadebiutowała na 3. pozycji listy Polish Airplay Chart. „Rutyna” – ostatni, czwarty singiel promujące wydawnictwo. Premiera nastąpiła 5 sierpnia 2015 roku na antenie radia RMF FM.

## Lista utworów
Opracowano na podstawie materiału źródłowego.
1. „Znak” (muz. E. Farna, M. Tran; sł. L. Wronka) – 3:44
2. „Tajna misja” (muz E. Farna, Sázavský & Chobot; sł. M. Dutkiewicz) – 3:08
3. „Ulubiona rzecz” (muz. L. Pavlík; sł. E. Farna, A. Kłusowski, D. Jacukowicz) – 3:42
4. „Przepraszam” (muz. J. Steinsdörfer; sł. E. Farna, Ł. Kleszowski) – 3:50
5. „Nie w porę” (muz. T. Fuchs; sł. Ł. Kleszowski) – 3:56
6. „Ktoś z nami kręci” (muz. E. Farna, M. Tran; sł. E. Farna, L. Wronka, D. Barowá) – 3:48
7. „Daj mi żyć” (muz. T. Fuchs; sł. Ewa Farna) – 3:13
8. „Z napisami” (muz. T. Lacina, Sázavský & Chobot; sł. E. Farna, L. Wronka) – 3:45
9. „Mamo!” (muz. J. Steinsdörfer; sł. E. Farna) – 3:58
10. „Rutyna” (muz. J. Steinsdörfer; sł. E. Farna) – 4:43
11. „Poradnik dla początkujących” (muz. E. Farna, M. Tran; sł. E. Farna) – 2:57
12. „Tu bi kontiniut...” (komp. J. Steinsdörfer; sł. E. Farna) – 2:25

## Piosenkarka o albumie
Ten krążek powstawał ponad rok. Nigdy nie byłam tak wielką częścią, tego co możecie usłyszeć. Rozwijam się, już tyle nie pytam – szukam odpowiedzi. Każda nuta, każde słowo to mój świat. Zapraszam Was do niego, otwieram drzwi, poznajcie mnie...

## Twórcy
| - Ewa Farna – wokal - Jan Steinsdörfer – klawisze (2, 3, 7–11), piano (4, 5, 9, 12), programowanie (7, 9, 10), aranżacja instrumentów dętych i smyczkowych (3, 4, 9) - Tomáš Lacina – gitara basowa (1–3, 6–12), programowanie (7, 8) - Martin Chobot – gitara elektryczna (2, 8, 12), gitara akustyczna (2) - Tomáš Fuchs – gitara elektryczna (2, 7, 10, 12), gitara akustyczna (3, 5, 8, 10) - Marcus Tran – gitara elektryczna (1, 6, 11), gitara akustyczna (1), programowanie (1, 6, 11) - Roman Vícha – perkusja (1, 2, 5-12) - Lukáš Pavlík – perkusja (3), gitara (3) | - Rasťo Uhrík – kontrabas (5) - Vladan Malinjak – skrzypce (4, 9) - Kristýna Kolářowá – skrzypce (4, 9) - Ilja Chernoklinov – wiolonczela (4, 9) - Šimon Marek – wiolonczela (4, 9) - Miroslav Surka – trąbka (1, 3, 6) - Josef Pospíšil – puzon (1, 3, 6) - Vladimír „Boryš” Secký – saksofon (1, 3, 6) |